# Akeem Francis
Akeem Marc Francis (Saint Croix, 31 ottobre 1983) è un ex cestista americo-verginiano.

## Carriera
Con le Isole Vergini Americane ha disputato i Campionati americani del 2007.